# CSB 7011
Tàu Cảnh sát biển 7011 (CSB 7011) là tàu vận tải đa năng, tiếp dầu trên biển của Cảnh sát biển Việt Nam. Thuộc biên chế của Vùng 3 Cảnh sát biển Việt Nam. Tàu có nhiệm vụ vận chuyển, tiếp tế lương thực, thực phẩm, nhiên liệu cho các tàu hoạt động khác làm nhiệm vụ trên biển cũng như cho các đảo và nhà giàn. Đồng thời hỗ trợ ngư dân đánh bắt xa bờ có thể bám biển dài ngày cũng như tham gia tìm kiếm cứu nạn, bảo vệ môi trường, an ninh quốc phòng biển đảo và các công việc khác khi có yêu cầu.
Đây là một trong bảy con tàu hiện đại được Chính phủ Việt Nam đầu tư cho Cảnh sát biển Việt Nam theo chương trình Nghị quyết 72/2014/QH13 của Quốc hội Việt Nam khóa XIII, nhằm nâng cao năng lực thực thi pháp luật cho các lực lượng chức năng trên biển của Việt Nam trước yêu cầu đẩy mạnh phát triển kinh tế biển gắn với tăng cường bảo vệ chủ quyền biển đảo trong tình hình mới.

## Thiết kế
Tàu CSB 7011 có chiều dài lớn nhất gần 90m, chiều rộng lớn nhất gần 14m, chiều cao mạn khoảng 6,25m, mớn nước tàu khoảng 4,5m, trọng tải toàn phần khoảng 2.900 tấn, lượng giãn nước đầy tải trên 4.300 tấn, tốc độ tối đa 13,5 hải lý/giờ, tầm hoạt động đến 6.000 hải lý, thời gian hoạt động liên tục trên biển đến 60 ngày đêm và chịu được sóng, gió cấp 9-11.
Khả năng vận chuyển và tiếp tế nhiên liệu, nước ngọt của tàu lên tới 2000 m3 dầu và 500 m3 nước ngọt. Về khả năng vận chuyển và tiếp tế hàng hậu cần, tàu có thể mang theo khoảng 300 tấn hàng khô, 30 tấn hàng đông lạnh và 80 tấn rau củ quả các loại.
Trên tàu còn bố trí hệ thống buồng khám, sơ cứu, phòng điều trị để phục vụ công tác quân y và xưởng sửa chữa kỹ thuật phục vụ bảo đảm dịch vụ sửa chữa kỹ thuật vừa và nhỏ.
Tàu được trang bị xuồng xuyên lửa có khả năng chống cháy, sẽ mang theo kíp thủy thủ lao xuống biển trong trường hợp có hỏa hoạn.
Hệ thống cần cẩu trên tàu dài 18 m, có thể cẩu được trọng tải 5 tấn hàng tiếp tế trên biển.